# モダン・ジャズ
モダン・ジャズ (Modern Jazz) とは、1940年代後半に確立されたビバップから、1960年代後半の「エレクトリック・ジャズ」（マイルス・デイヴィスらによる電気ジャズ）直前までの即興演奏を含んだジャズの総称。モダン・ジャズには、ビバップ、ハード・バップ、モード・ジャズ、クール・ジャズ、ソウル・ジャズ、ファンキー・ジャズなどが含まれる。
それ以前のジャズは、「アーリー・ジャズ」「クラシック・ジャズ」「オールド・ジャズ」などと呼ばれる。日本ではモダン・ジャズという用語がよく使用されるが、アメリカでは戦後から50年代、60年代ぐらいまでのジャズは「ビバップ」と呼ばれることが多い。

## モダン・ジャズのサブジャンル一覧
- ビバップ
- クール・ジャズ
- ウエストコースト・ジャズ
- ハード・バップ
- ファンキー・ジャズ
- ソウル・ジャズ
- モード・ジャズ (新主流派を含む)